# Odontophrynidae
Odontophrynidae is een familie van kikkers (Anura).
De groep werd voor het eerst wetenschappelijk beschreven door John Douglas Lynch in 1969. De kikkers werden lange tijd aan de familie Ceratophryidae toegekend en tot recentelijk werden ze tot de fluitkikkers (Leptodactylidae) gerekend. De wetenschappelijke naam Odontophrynidae betekent vrij vertaald 'tandpadden'; Oudgrieks ὀδούς, odous = tand en φρύνη, phrunē = pad.
Alle soorten komen voor delen van Zuid-Amerika en meer specifiek het zuiden en oosten van dit continent. Pas in 2011 werd de groep als een aparte familie erkend. Hierdoor is de literatuur niet altijd eenduidig over deze groep. Daarnaast worden er met enige regelmaat nieuwe soorten ontdekt, zodat het soortenaantal soms verandert. Momenteel worden er 52 verschillende soorten erkend. 

## Taxonomie
Familie Odontophrynidae
- Geslacht Macrogenioglottus
- Geslacht Odontophrynus
- Geslacht Proceratophrys

Allophrynidae · 
Alsodidae · 
Alytidae · 
Aromobatidae · 
Arthroleptidae · 
Myobatrachidae · 
Batrachylidae · 
Blaasoppies · 
Bombinatoridae · 
Boomkikkers · 
Brachycephalidae · 
Calyptocephalellidae · 
Ceratobatrachidae · 
Ceratophryidae · 
Conrauidae · 
Craugastoridae · 
Cycloramphidae · 
Dicroglossidae · 
Echte kikkers · 
Eleutherodactylidae · 
Fluitkikkers · 
Glaskikkers · 
Gouden kikkers · 
Graafkikkers · 
Hemiphractidae · 
Hylodidae · 
Knoflookpadden · 
Limnodynastidae · 
Megophryidae · 
Mexicaanse gravende padden · 
Micrixalidae · 
Microhylidae · 
Nasikabatrachidae · 
Nieuw-Zeelandse oerkikkers · 
Nyctibatrachidae · 
Odontobatrachidae · 
Odontophrynidae · 
Padden · 
Pelodytidae · 
Petropedetidae · 
Phrynobatrachidae · 
Pijlgifkikkers · 
Ptychadenidae · 
Pyxicephalidae · 
Ranixalidae · 
Rhinodermatidae · 
Rietkikkers · 
Scaphiopodidae · 
Schuimnestboomkikkers · 
Seychellenkikkers · 
Spookkikkers · 
Staartkikkers · 
Telmatobiidae · 
Tongloze kikkers